# شرنت مريتيم
شَرَنت مَريتيم أو شارنت البحرية أو (نقحرة: شارنت ماريتيم)، هو إقليم فرنسي رقم 17 يقع غرب فرنسا مطل على المحيط الأطلسي. هذا الإقليم جزء من منطقة بواتو شَرَنت. عدد سكانه 628,733 نسمة وفق تعداد عام 2012. المركز الإداري لهذا الإقليم هي مدينة لا روشيل.

## تاريخ
يعد هذا الإقليم واحد من الأقاليم الـ 83 التي تشكلت منها فرنسا، والتي أُنشئت أثناء الثورة الفرنسية يوم 4 مارس 1790. أخذ اسمه من المجرى الأسفل لنهر شارنت.
في الأصل كان اسم الإقليم شارنت انفيرير (بالفرنسية:Charente-Inférieure) ولكن تم تغيير اسمه في عام 1941 إلى شَرَنت مَريتيم لتجنب الدلالات السلبية لكلمة «أسفل» (بالفرنسية Inférieure).

## جغرافيا
يعتبر إقليم شَرَنت مَريتيم جزء من منطقة بواتو شَرَنت ويحيط به كل من الأقاليم التالية: فونديه في الشمال وهو من أقاليم منطقة بايي دو لا لوار ودو سيفر في الشمال الشرقي وشَرَنت في الشرق، وهما من أقاليم منطقة بواتو شارنت وجيروند (بالفرنسية: Gironde) في الجنوب، وهو من أقاليم منطقة أقطانية والمحيط الأطلسي في الغرب.
يسكن الإقليم وفق تعداد عام 2012 حوالي 628,733 نسمة، يعيشون في مساحة تقدّر بـ 6,864 كلم2، وأما الكثافة السكانية فهي 92 نسمة لكل كلم2.

## أهم المدن
- لا روشيل وهي العاصمة التي تقع في الشمال الغربي للإقليم وعدد سكانها حوالي 75.000 نسمة (2011).
- سانتس التي كانت العاصمة حتى عام 1810 وتقع في وسط الإقليم وعدد سكانها حوالي 25.500 نسمة (2011).
- روشفور وتقع في غرب وسط الإقليم وعدد سكانها حوالي 25.200 نسمة (2011).

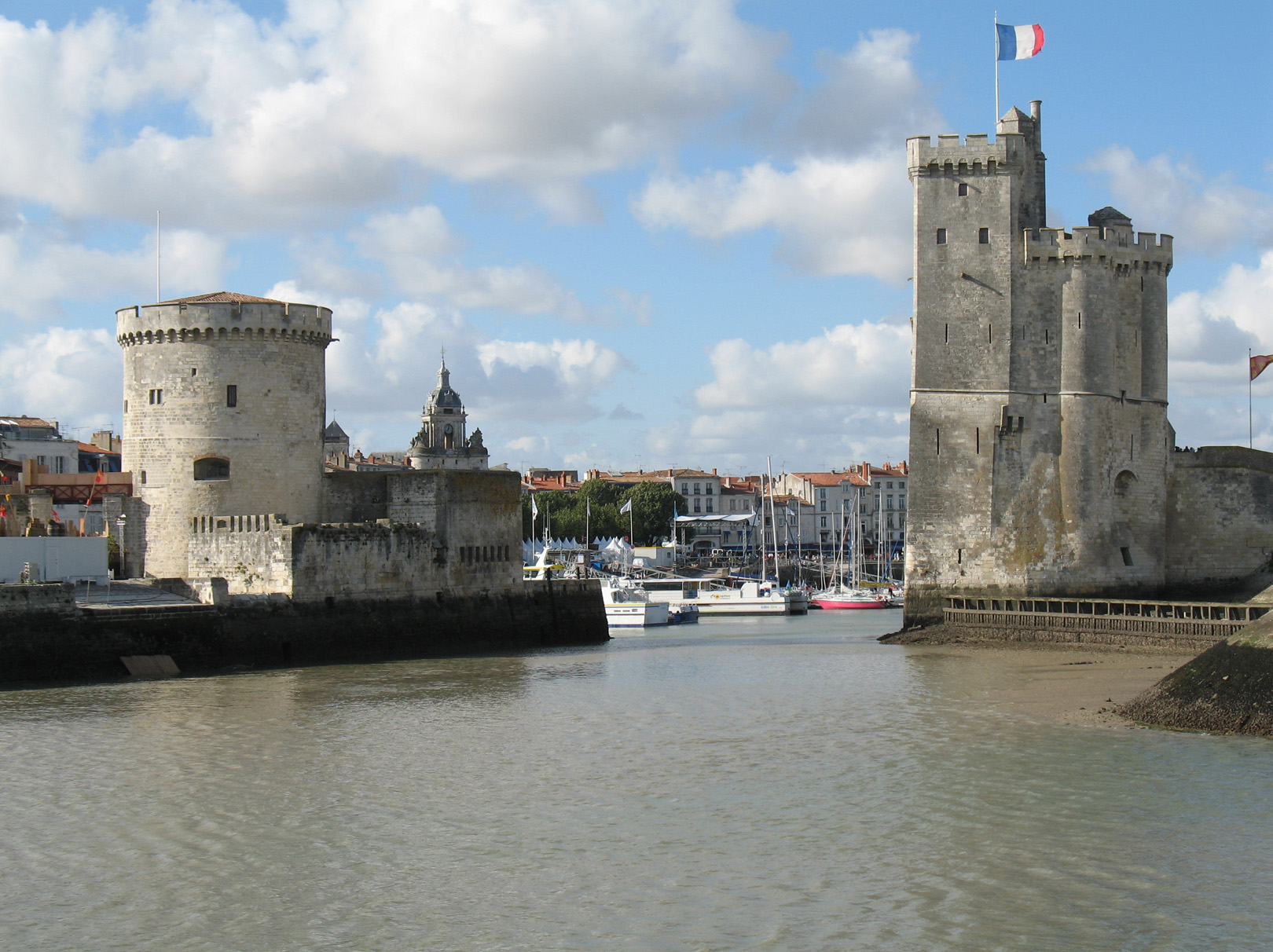
لا روشيل والميناء القديم
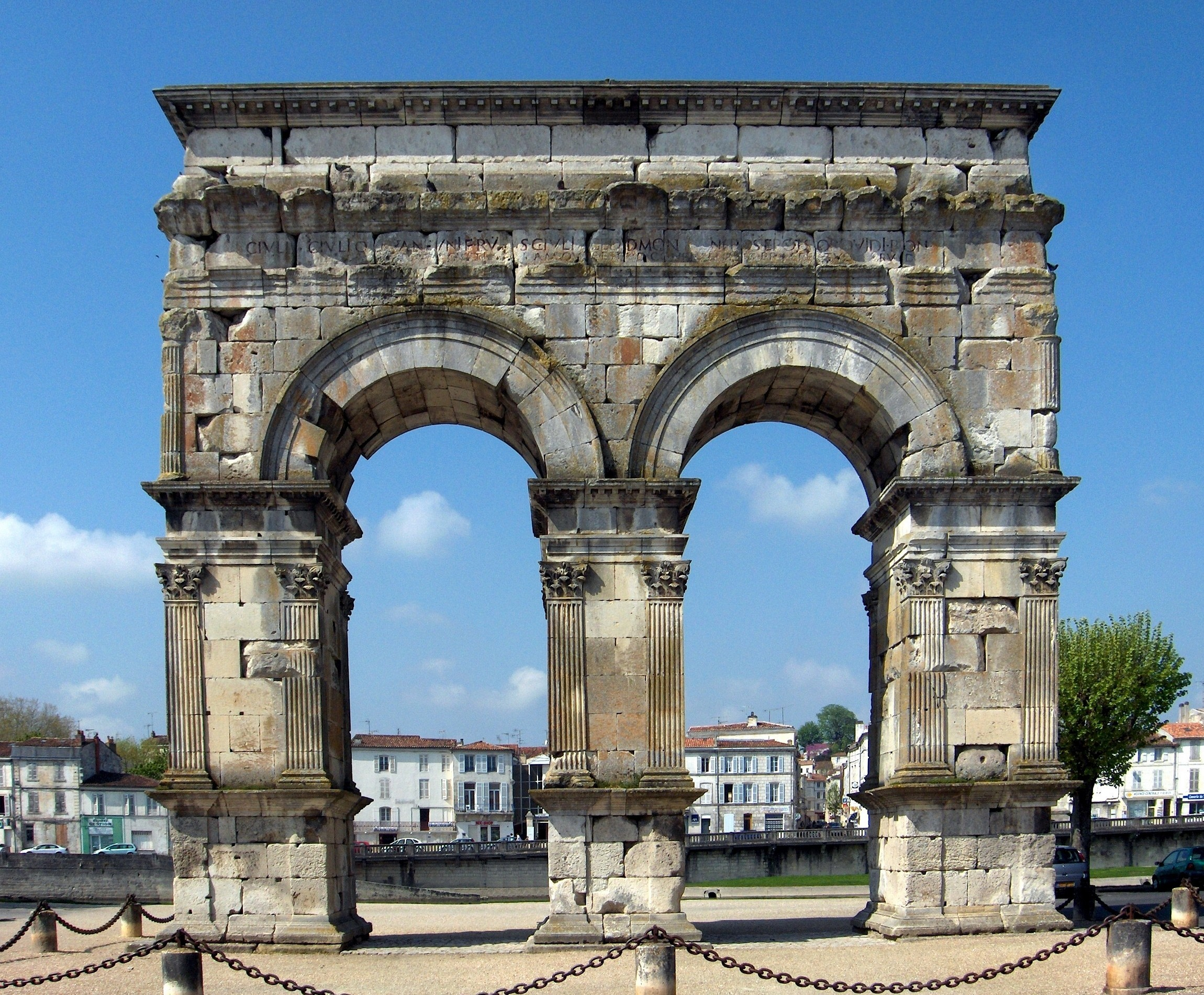
سانتس
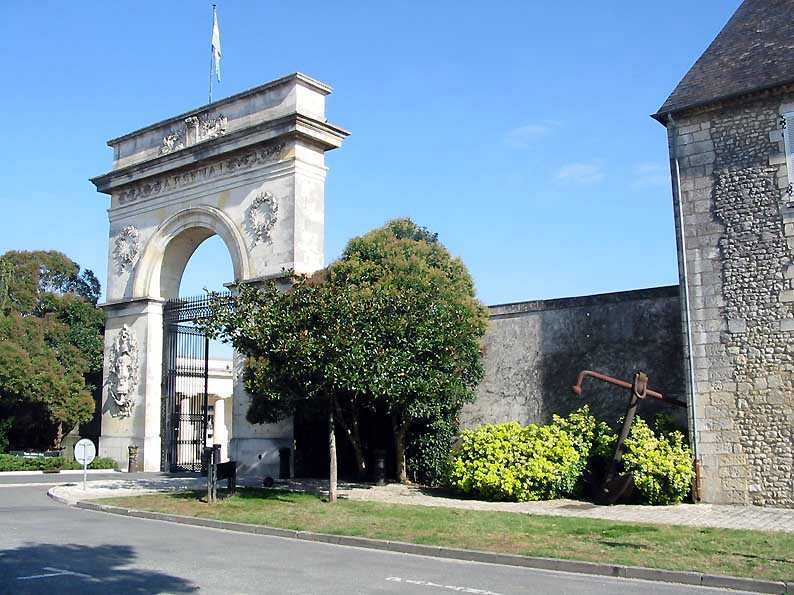
روشفور

## مشاهد

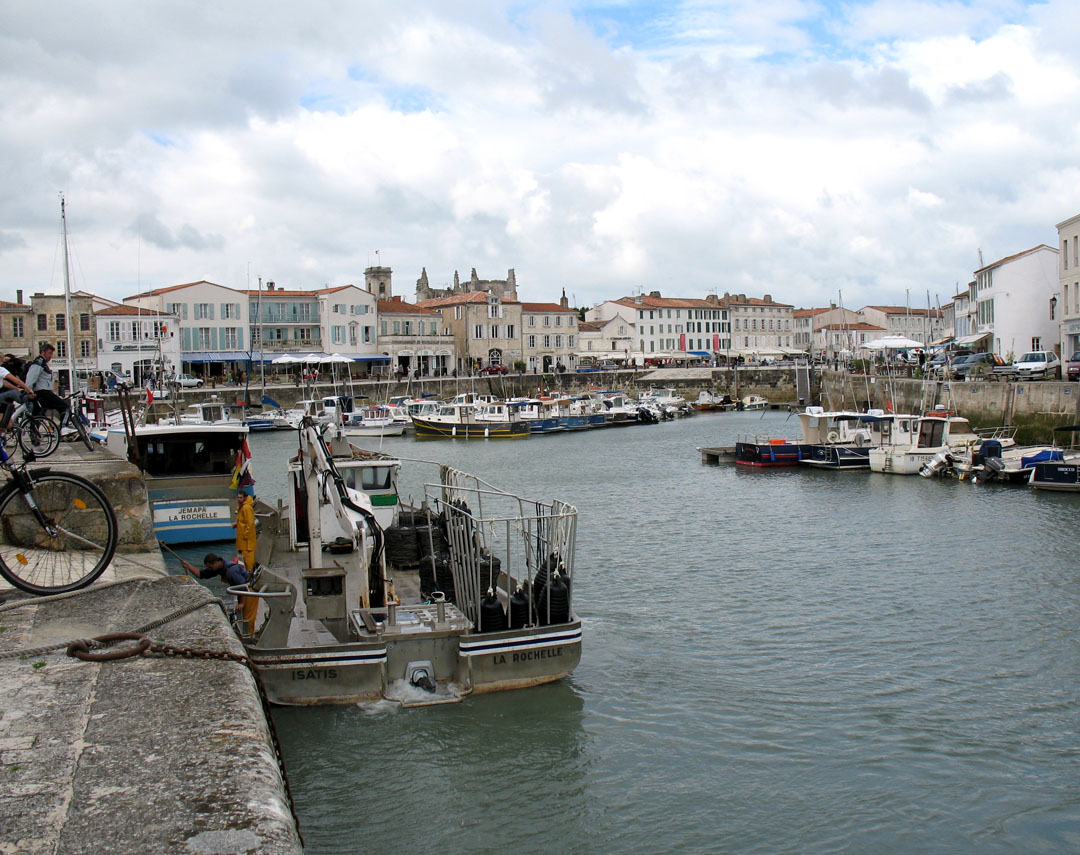
سان مارتين دو ري
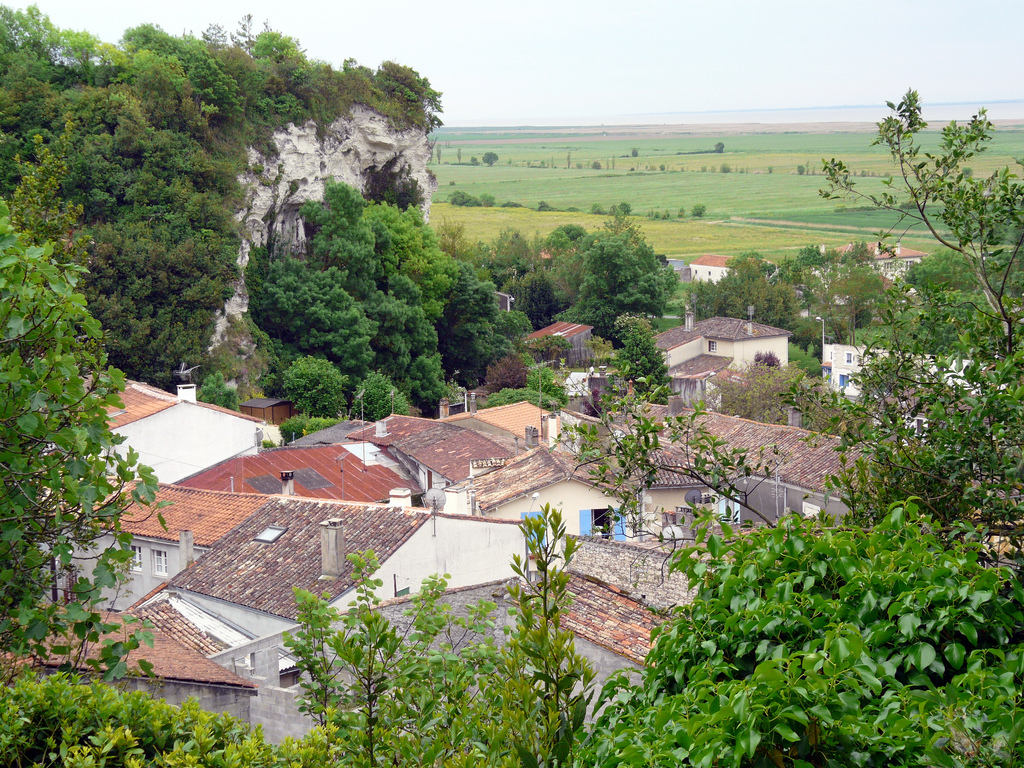
مورتان سور جيروند.

## شخصيات
- إليانور آكيتيان (1122م - 1204م) (بالفرنسية: Aliénor d’Aquitaine) دوقة أكيتانيا ورفيقة ملكة فرنسا ورفيقة ملكة إنجلترا
- صمويل دو شامبلان (1570م- 1635م) (بالفرنسية Samuel de Champlain) مكتشف فرنسي أسس مدينة كيبك.
- رينيه أنطوان فيرشو دي ريومور (1757 - 1683) (بالفرنسية: René Antoine Ferchault de Réaumur) عالم فرنسي في الفيزياء والعلوم الطبيعية